# Edgar Burkart
Edgar Burkart (* 28. April 1944 in Würzburg; † 12. Februar 2011) war ein deutscher Fußballfunktionär.

## Werdegang
Burkart, welcher sich nach eigenen Aussagen seit seinem ersten Spielbesuch 1951 als Fan der SpVgg Fürth sah, war ab 1975 Abteilungsleiter der Fußballamateurabteilung der SpVgg Fürth. In Folge bekleidete er diverse andere Posten im Verein, ehe er 1989 zum Präsidenten gewählt wurde. Unter seiner Führung kehrte der Traditionsverein in die überregionalen Spielklassen zurück. Innerhalb von drei Jahren gelang der Aufstieg von der Landesliga in die Regionalliga Süd. 1995 führte er den Verein in die Fusion mit dem TSV Vestenbergsgreuth zur SpVgg Greuther Fürth, die den Weg zur Rückkehr in den Profifußball ebnete. Hinter Helmut Hack bekleidete er bis November 2010 das Amt des Vizepräsidenten.
In 2005 wurde das Vereinsmaskottchen „Eddy“ nach ihm benannt.
In der Mitgliederversammlung 2010 wurde er zum Ehrenmitglied auf Lebenszeit ernannt. Am 12. Februar 2011 verstarb er nach langer, schwerer Krankheit.
Bei den Fans der SpVgg Fürth, auch bei den jüngeren, galt Burkart nicht zuletzt aufgrund seiner jahrzehntelangen Vereinstreue als Ikone und Urgestein. Zu seinem Ableben würdigte man ihn mit einer vielbeachteten Gedächtnischoreographie vor einem Zweitligaspiel. Die SpVgg Fürth würdigte ihn später mit der Benennung eines Stehplatzblockes im Sportpark Ronhof und gab zudem eine limitierte Dauerkartenserie mit dem Konterfei Burkarts heraus.